# Plotse hartdood
Plotse of acute hartdood (sudden cardiac death, SCD) is het plotse verlies van bloedcirculatie ten gevolge van het verlies van de pompfunctie van het hart, wat leidt tot (plotselinge) hartstilstand. Plotselinge hartdood is de grootste doodsoorzaak in de Verenigde Staten en veroorzaakt daar jaarlijks ongeveer 325.000 sterfgevallen onder volwassenen. Het fenomeen is verantwoordelijk voor de helft van alle sterfgevallen door hartaandoeningen.
Het meest komt plotselinge hartdood voor bij volwassenen van midden 30 tot midden 40, en treft mannen twee keer zo vaak als vrouwen. Deze aandoening komt zelden voor bij kinderen en treft slechts 1 tot 2 op de 100.000 kinderen per jaar in de Verenigde Staten.

## Mechanismen
Als mogelijke onderliggende mechanismen onderscheidt men:
- Vaatverkalking (atherosclerose) of foute aanlegging van de hartkransslagaders
- Hartritmestoornissen
- Zuurstoftekort van de hartspier (hartinfarct)
- Abnormale verdikking (hypertrofie) van de hartspier (cardiomypathie)
- Hartspierontsteking (myocarditis)
- Kleplijden (vernauwde of lekkende hartkleppen)
- Ziekte van de lichaamsslagader (aorta)

Deze kunnen allen worden beïnvloed door vaatverkalking, hoge bloeddruk, diabetes, zwaarlijvigheid, stress (zowel fysiek als mentaal) of genetica.